# Hadžem Hajdarević
Hadžem Hajdarević (Kruševo pokraj Foče, 18. srpnja 1956. – Sarajevo, 4. prosinca 2023.) bio je bosanskohercegovački književnik bošnjačkog podrijetla.

## Životopis
Osnovnu školu je završio u Popovu Mostu, zatim Gazi Husrev-begovu medresu u Sarajevu, nakon čega zavšava studij jezika i književnosti na Filozofskom fakultetu u Sarajevu. Tijekom i nakon studija radio je kao lektor u izdavačkoj djelatnosti tadašnjeg Starješinstva Islamske zajednice. Dugi niz godina bio je profesor bošnjačkog jezika u Gazi Husrev-begovoj medresi u Sarajevu.
Pored poezije, pisao je i prozu, književnu kritiku, bavio se publicističkim radom. No, prije svega bio je pjesnik. Pjesme su mu prevođene na njemački, engleski i turski jezik. Zastupljivan je u svim novijim antologijama bošnjačkog pjesništva i pjesništva Bosne i Hercegovine. Poznat je i kao autor rječnika, pravopisnih priručnika i čitanki bošnjačkoga jezika.
Bio je član Društva pisaca Bosne i Hercegovine, član PEN-centra Bosne i Hercegovine, a od 2001. godine, u okviru redovnih aktivnosti Društva pisaca Bosne i Hercegovine, bio je predsjednik Organizacijskog odbora Međunarodne književne manifestacije Sarajevski dani poezije. Također, od obnoviteljskog osnivanja, bio je član Matičnog odbora Bošnjačke zajednice kulture Preporod. Tijekom rata uređivao je Muslimanski glas (list je Savez novinara Bosne i Hercegovine proglasio listom godine u Bosni i Hercegovini za 1992. godinu), a nakon združivanja ovog lista s Ljiljanom bio je odgovorni urednik Ljiljanovog izdanja u zemlji.
Preminuo je 4. prosinca 2023. godine u Sarajevu.

## Djela
- Seobe Obala – poezija (Sarajevo, 1981.)
- Koje Nuhove lađe – poezija (Sarajevo, 1987.)
- Žive vode – poezija (Sarajevo, 1990.)
- Pjesme ponornice – poezija (Sarajevo, 1995.)
- Četvera Ušća – izbor iz četiri pjesničke zbirke (Sarajevo, 1995.)
- Peto ušće – poezija (Sarajevo, 1997.)
- Nausikajina kći – izbor pjesama o ljubavi (Novi Pazar, 1999.)
- Priče sa Dobrinje – anegdotalna proza iz rata (Sarajevo, 1999.)
- Klinika za plastičnu hirurgiju – priče (Sarajevo, 2000.)
- Sutrašnje putovanje brodom – poezija (Sarajevo, 2000.)
- Ušća – izabrane pjesme, edicija Bošnjačka književnost u 100 knjiga, 6. kolo (knjigu dijeli s pjesnikom Semezdinom Mehmedinovićem) (Sarajevo, 2003.)
- Na sonetnim otocima – poezija (Zenica, 2004.)
- Kišno društvo – kolumne (Sarajevo, 2006.)
- Gdje voda izvire (Sarajevo, 2010.)
- Sutjeska (Zagreb, 2012.)
- Gdje si ti ovih godina – roman (Sarajevo, 2015.)
- Kiša rujanka ušiva rasute nerve – poezija (Sarajevo, 2018.)
- Arabeske od vode: rubaije – poezija (Sarajevo, 2019.)
- Rasuta sonetna ostrva– poezija (Sarajevo, 2019.)

## Nagrade
- Nagrada Trebinjskih večeri poezije (1982.)
- Nagrada Izdavačke kuće Svjetlost (1982.)
- Nagrada Skender Kulenović (1996.)
- Nagrada Izdavačke kuće Planjax (2005.)
- Nagrada za književno djelo Hasan Kaimija za Arabeske od vode (2023.)

## Vanjske poveznice
- Hadžem Hajdarević  Arhivirana inačica izvorne stranice od 4. prosinca 2023. (Wayback Machine)